# Austronemoura chilena
Austronemoura chilena är en bäcksländeart som beskrevs av Aubert 1960. Austronemoura chilena ingår i släktet Austronemoura och familjen Notonemouridae. Inga underarter finns listade i Catalogue of Life.